# Narcetes shonanmaruae
Narcetes shonanmaruae — вид морських риб родини гладкоголових (Alepocephalidae). Описаний у 2021 році.

## Назва
Вид названо на честь судна «Шонан Мару», з якого було виловлено типові зразки, на честь значного внеску судна у дослідження глибоководних риб західно-тихоокеанського регіону.

## Поширення
Глибоководний вид. Описаний на основі чотирьох зразків, зібраних на глибині 2171—2572 м у затоці Суруга біля східного узбережжя Японії.

## Опис
Максимальна довжина тіла — 140 см, максимальна вага — 25 кг.

## Спосіб життя
Поведінкові спостереження та аналізи дієти свідчать про те, що новий вид є рибоїдним. Відеозаписи, зафіксовані за допомогою камери з приманкою, розгорнутої на глибині 2572 м у затоці Суруга, виявили активну плавальну поведінку цієї риби.